# Карконошки национален парк
Карконошкият национален парк (на полски: Karkonoski Park Narodowy) е един от 23-те национални парка в Полша. Разположен е в западната част на страната, край границата с Чехия, на територията на Долносилезко войводство. Обхваща главия хребет на Карконошките планини. Парковата администрация се намира в град Йеленя Гора.
Създаден е на 16 януари 1959 година, с наредба на Министерския съвет. Първоначално заема площ от 5 510 хектара. През 2015 година площта му е увеличена до 5 951,42 хектара и е създадена буферна зона от 13 093 хектара.

## Фотогалерия
- Водопадът „Шкля̀рка“
- Циркусът „Ча̀рни Ко̀чьол Ягньонтко̀вски“
- Карконоше
- Връх „Велки Шѝшак“ през зимата
- Връх „Шльо̀нске Камѐне“
- Хижа в Карконоше
- Карконоше през зимата
- Горски път